# 小行星1068
小行星1068（1068 Nofretete）是一颗围绕太阳公转的小行星。1926年9月13日，歐仁·約瑟夫·德爾波特在于克勒发现了此天体。
該小行星以古埃及王后娜芙蒂蒂命名。
这颗小行星的绝对星等为10.82等。